# Zahra Puresmail
Zahra Puresmail (11 de mayo de 2000) es una deportista iraní que compite en taekwondo. Ganó tres medallas de bronce en el Campeonato Asiático de Taekwondo entre los años 2018 y 2022.

## Palmarés internacional
| Campeonato Asiático | Campeonato Asiático          | Campeonato Asiático | Campeonato Asiático |
| Año                 | Lugar                        | Medalla             | Categoría           |
| ------------------- | ---------------------------- | ------------------- | ------------------- |
| 2018                | Ciudad Ho Chi Minh (Vietnam) | Medalla de bronce   | +73 kg              |
| 2021                | Beirut (Líbano)              | Medalla de bronce   | +73 kg              |
| 2022                | Chuncheon (Corea del Sur)    | Medalla de bronce   | –73 kg              |